# Вікторув (Велюнський повіт)
Вікторув (пол. Wiktorów) — село в Польщі, у гміні Біла Велюнського повіту Лодзинського воєводства.
Населення — 198 осіб (2011).
У 1975—1998 роках село належало до Серадзького воєводства.

## Демографія
Демографічна структура станом на 31 березня 2011 року:
|          | Загалом | Допрацездатний вік | Працездатний вік | Постпрацездатний вік |
| -------- | ------- | ------------------ | ---------------- | -------------------- |
| Чоловіки | 91      | 22                 | 60               | 9                    |
| Жінки    | 107     | 24                 | 55               | 28                   |
| Разом    | 198     | 46                 | 115              | 37                   |